# Cymatopus cacaratus
Cymatopus cacaratus är en tvåvingeart som beskrevs av Octave Parent 1935. Cymatopus cacaratus ingår i släktet Cymatopus och familjen styltflugor. Inga underarter finns listade i Catalogue of Life.